# H.E.A.T
Pour les articles homonymes, voir Heat.
H.E.A.T est un groupe suédois de hard rock, originaire d'Upplands Väsby.  Entre l'automne 2015 et l'été 2017, le groupe se concentre entièrement sur l'écriture et l'enregistrement de chansons. Into the Great Unknown sort en 2017 via earMUSIC. H.E.A.T sort H.E.A.T II en 2020, et Force Majeure en 2022 après avoir retrouvé son chanteur d'origine Kenny Leckremo.

## Histoire
En 2007, ils font la première partie de Toto, et l'année suivante, ils ont fait la première partie de Sabaton et d'Alice Cooper, et se produisent au Sweden Rock Festival cette année-là. Ils reçoivent également le prix Årets nykomlingar, décerné par la station de radio suédoise P4 Dist au meilleur nouveau groupe de l'année, selon le vote des auditeurs.
En 2009, le groupe participe au Melodifestivalen, le concours suédois de qualification pour le concours annuel de l'Eurovision, et se qualifie pour la finale avec la chanson 1000 Miles. Le groupe effectue également une tournée européenne en première partie d'Edguy en janvier 2009. Freedom Rock est classé parmi les 10 meilleurs albums AOR/rock mélodique de 2010 par Classic Rock Magazine. En juillet 2010, Kenny Leckremo annonce son départ du groupe. Leckremo souffrait d'une maladie cardiaque génétique qui faisait battre son cœur extrêmement vite et l'obligeait à descendre de scène pour reprendre son souffle. Leckremo est remplacé par Erik Grönwall plus tard dans l'année.
Le groupe est signé par le label StormVox de Peter Stormares et sort son premier album H.E.A.T en 2008. Le deuxième album, intitulé Freedom Rock, sort en 2010 sur le même label. En 2011, ils signent avec Gain Music (Sony) et signent également un nouveau management, Hagenburg Management.
H.E.A.T publie son troisième album studio, Address the Nation, le 28 mars 2012. Le premier single de l'album est Living on the Run. Il s'agit du premier album avec un nouveau chanteur, et il est apparu dans de nombreuses listes du top 10 des sites de musique sur Internet. Il reçoit également une critique de 98 % sur Melodicrock.com. 2014 voit la sortie du nouvel album Tearing Down the Walls,, et en octobre 2014, le groupe devient la tête d'affiche du dernier concert Firefest à Rock City à Nottingham, en Angleterre.
Le 30 octobre 2020, le groupe annonce via sa page Facebook officielle le retour officiel du chanteur original Kenny Leckremo dans le groupe en remplacement d'Erik Grönwall qui poursuivait d'autres projets, et rejoint ensuite Skid Row. En 2022, le nouveau groupe sort son nouvel album Force Majeure, le premier avec Leckremo depuis Freedom Rock en 2010,,,. En mars 2023, H.E.A.T sort un single indépendant intitulé Freedom sur leur chaîne YouTube.
Kenny Leckremo chante sur la chanson Against the Wind de l'album Here Be Dragons du groupe Avantasia, sorti en 2025. Il participe également à la tournée de l'album.

## Style musical
Le son heavy du groupe est fortement influencé par d'anciens groupes de rock mélodique tels que Whitesnake, H.E.A.T ayant soutenu des actes musicaux tels que Scorpions.

## Discographie

### Albums studio
- 2008 : H.E.A.T
- 2010 : Freedom Rock
- 2012 : Address the Nation
- 2014 : Tearing Down the Walls
- 2017 : Into the Great Unknown
- 2020 : H.E.A.T II
- 2022 : Force Majeure
- 2023 : Extra Force

### Albums live
- 2015 : Live in London
- 2019 : Live at Sweden Rock

### EP
- 2010 : Beg, Beg, Beg
- 2014 : A Shot at Redemption

### Singles
- 2009 : 1000 Miles
- 2009 : Keep on Dreaming
- 2010 : Beg, Beg, Beg
- 2012 : Living on the Run
- 2025 : Bad time for love
- 2025 : Disaster
- 2025 : running to you